# Hunakubogropa
Die Hunakubogropa (norwegisch; japanisch 舟くぼ谷 Hunakubo-dani, deutsch ‚Bootsförmiges Tal‘) ist eine mehr als 100 m tiefe Senke der Sør Rondane im ostantarktischen Königin-Maud-Land. Im nordwestlichen Teil der Gropeheia liegt sie auf der Ostseite der Rundtuva. 
Japanische Wissenschaftler fertigten zwischen 1981 und 1982 sowie 1987 Luftaufnahmen an. Vermessungen fanden zwischen 1987 und 1988 statt. Sie benannten die Senke 1989 deskriptiv. Wissenschaftler des Norwegischen Polarinstituts übertrugen die japanische Benennung 1990 in einer Teilübersetzung ins Norwegische.